# Віталіюс Карпачяускас
Віталіюс Карпачяускас (лит. Vitalijus Karpačiauskas; 6 липня 1966, Паневежис) — литовський боксер, чемпіон Європи, призер чемпіонатів світу.

## Спортивна кар'єра
Віталіюс Карпачяускас почав займатися боксом з 13 років. Після закінчення школи проходив службу в лавах Радянської Армії в десантному підрозділі. Починаючи з 1986 року 7 разів завойовував звання чемпіона Литви.
1990 року став чемпіоном Прибалтики.
1992 року в складі незалежної Литви взяв участь в Олімпійських іграх в Барселоні, на яких дійшов до чвертьфіналу.
- В 1/16 фіналу переміг Андрія Пестряєва (Об'єднана команда) — 9-4
- В 1/8 фіналу переміг Пепе Рейлі (США) — 16-5
- В чвертьфіналі програв Архом Ченглай (Таїланд) — 6-9

На чемпіонаті світу 1993 Карпачяускас здобув чотири перемоги, в тому числі в півфіналі над українцем Сергієм Городнічовим — 7-2, а в фіналі програв Хуану Ернандес Сьєрра (Куба) — 3-9.
На чемпіонаті Європи 1993 став чемпіоном, здобувши чотири перемоги, в тому числі в півфіналі над Андреасом Отто (Німеччина) — (+)8-8, а в фіналі — над Кенаном Онер (Туреччина) — 5-2.
На чемпіонаті світу 1995 здобув три перемоги, а в півфіналі програв Олегу Саїтову (Росія) — 3-14.
На чемпіонаті Європи 1996 програв в другому бою Хасану Ал (Данія) — 3-4.
На Олімпійських іграх 1996 переміг в першому бою Хассана Мзонге (Танзанія) — 9-1, а в 1/8 фіналу програв Камелю Чатер (Туніс) — RSC-1.
Після Олімпіади 1996 Карпачяускас вирішив завершити виступи і в прощальному чемпіонаті Литви 1996 завоював останній титул чемпіона країни.